# Waipara
Waipara est une petite localité du nord de la région de Canterbury, sur les berges du fleuve Waipara.

## Nom
Son nom vient de la traduction en "eaux boueuses", wai signifiant l’eau et para signifiant: la boue.

## Situation
La ville est à la jonction de la route State Highway 1/S H 1 et de la route State Highway 7/ S H 7 (en), à 60 kilomètres au nord de la cité de Christchurch.
Elle est aussi située sur le trajet de la ligne de chemin de fer de la ligne principale du nord (en).
Waipara siège à l’un des points de l’ "Alpine Pacific Triangle" , qui inclut aussi les principaux centres touristiques de Hanmer Springs et de Kaikoura.
Le ligne de chemin de fer de Weka pass (en) a sa base dans ‘Waipara’, et court sur 12 kilomètres entre là et la ville de Waikari sur l’ancien parcours de la branche de Waiau (en), un embranchement ferroviaire du chemin de fer, qui divergeait à partir de la ‘ligne principale du nord (en) et se dirigeait vers la ville de Waiau .

## Activité économique
La région de Waipara a la réputation d’être la première zone de production du pinot noir, riesling et chardonnay.
Waipara a les températures estivales les plus hautes et la plus faible pluviosité de toutes les régions vinicoles de la Nouvelle-Zélande. Grâce à cela, Waipara possède plus de 26 caves vinicoles et 80 vignobles répartis dans la vallée, qui produisent collectivement environ 100,000 bouteilles de vins primés en moyenne par an.